# Chaoyang (socken i Kina, Heilongjiang, lat 48,97, long 126,40)
Chaoyang (kinesiska: 朝阳, 朝阳乡) är en socken i Kina. Den ligger i provinsen Heilongjiang, i den nordöstra delen av landet, omkring 360 kilometer norr om provinshuvudstaden Harbin.
Genomsnittlig årsnederbörd är 882 millimeter. Den regnigaste månaden är juli, med i genomsnitt 264 mm nederbörd, och den torraste är februari, med 8 mm nederbörd.